# Spider-Man (игра, 2018)
Marvel’s Spider-Man (в официальной русской локализации — «MARVEL Человек-паук») — компьютерная игра в жанре приключенческого боевика, разработанная Insomniac Games в сотрудничестве с Marvel Games и изданная Sony Interactive Entertainment. Игра основана на персонаже комиксов Marvel «Человек-паук». Релиз игры состоялся 7 сентября 2018 года для PlayStation 4, 12 ноября 2020 года для PlayStation 5 и 12 августа 2022 года для Windows.

## Геймплей
Spider-Man — это action-adventure от третьего лица с открытым миром, события которого разворачиваются в Нью-Йорке. Игрокам предстоит использовать умения Человека-паука, такие как полёты на паутине и прилипание к стенам. В игре также есть нововведения, которые ещё не появлялись за все игры о Человеке-пауке. Одними из таких нововведений стали паркур и использование окружения во время боя. Также в игре имеется RPG-составляющая, по мере получения опыта, герой будет открывать новые навыки, и механика боя будет существенно меняться. Арсенал Человека-паука будет состоять из «Паучьих гаджетов» — новых видов паутин, дронов и бомб. По ходу игры будут доступны новые костюмы.

## Сюжет
Действие игры происходит в Нью-Йорке. Питеру Паркеру 23 года и, по сюжету, он уже 8 лет является Человеком-пауком. Он работает на учёного Отто Октавиуса, с которым они разрабатывают новый вид интеллектуальных протезов. У Отто серьёзные финансовые трудности, так как работа его оплачивается из муниципальных грантов. Палки в колёса вставляет мэр города и его бывший коллега Норман Озборн, с которым они вместе организовали Озкорп, название является производным от их имён — Озборн и Отто. Несмотря на это, они с Паркером добиваются определённых успехов.
В начале игры главный герой помогает арестовать Уилсона Фиска, что спровоцировало войну банд. Криминальный мир города начинает захватывать банда "Демоны", китайские иммигранты с затуманенным разумом. Во время расследования деятельности банды, Человек-паук знакомится с офицером Джефферсоном Дэвисом, с которым они находят склады, оружия демонов. В завязавшейся погоне и перестрелке офицер помогает Человеку-пауку в поимке членов банды, после чего удостаивается почётной награды от мэра города. Во время церемонии происходит теракт, целью которого было покушение на мэра города. В теракте погибает офицер Дэвис, и нас знакомят с его сыном — Майлзом Моралесом. Питер встречает его на похоронах и приносит соболезнования, на что Майлз резко реагирует.
Покушение подталкивает Озборна нанять для охраны международную организацию «Соболь Интернешнл», возглавляемой женщиной по прозвищу Серебряный Соболь. Та рекомендует Человеку-пауку не вмешиваться, а если увидит ещё раз — пристрелит. Далее Питер выясняет, что бандой руководит владелец благотворительной организации П.И.Р. (оригинал — F.E.A.S.T.) Мартин Ли, в которой работает тётя Мэй. Демоны охотятся на профессора, который занимался разработкой вещества под названием «Дыхание Дьявола». Параллельно с событиями в лаборатории Отто происходят определённые успехи в создании протезов. Октавиус решает пересмотреть свои взгляды и решает перенаправить работу на расширение возможностей человека, разрабатывая новые конечности, вместо протезов. Первые испытания с Паркером происходят относительно успешно, но проект требует серьёзной доработки.
Человек-паук спасает Майлза от уличных хулиганов, после чего тот приходит работать в П.И.Р., куда его рекомендовал Питер, чтобы помочь пережить боль утраты отца. Мистер Ли организовывает нападение на сотрудника Озкорп доктора Майклза, который находится под защитой Соболя. В ходе конвоирования демоны нападают на конвой и похищают его. Пауку удаётся спасти учёного, но Дыхание Дьявола похищает Мистер Негатив. При помощи этого вещества демоны пытаются совершить теракт на городском вокзале. Мэри Джейн помогает Человеку-пауку предотвратить теракт, обезвредив бомбу. После чего герои обнаруживают Ли, который пытается скрыться на поезде, но Паук догоняет его и начинается схватка, в результате которой он побеждает злодея и отправляет его за решётку.
Октавиус приглашает Паркера для испытания прототипа его изобретения — комбинезона с щупальцами, управляемыми мозгом. Испытания успешны, но Питер обнаруживает опасное влияние нейроинтерфейса на мозг и советует профессору подождать, доработать устройство. Отто после колебаний соглашается и отключает нейроинтерфейс, но после ухода героя видит выпуск новостей, в котором видит своего соперника, Нормана Озборна, готовящегося к выборам мэра. Профессор злится и снова активирует нейроинтерфейс, который, как выяснится далее, усилит гнев Октавиуса и сведёт его с ума.
Казалось бы, худшее позади, но на местную тюрьму "Рафт" происходит нападение, и начинается массовый побег заключённых. На свободу выходят суперзлодеи — Мистер Негатив, Рино, Скорпион, Стервятник и Электро. В Нью-Йорке объявлено чрезвычайное положение. Агенты Соболя и полиция выходят против беглых заключённых, однако Соболь винит в произошедшем Человека-паука, объявляя его приоритетной целью для агентов. Наёмники также решают проблемы силовыми методами не только с преступниками, но и с любыми мирными жителями кто, по их мнению, подозрителен. Нанимателем злодеев является Отто Октавиус, именуемый теперь Осьминогом. Задача злодеев — совершить ряд преступлений для уничтожения компании Озкорп. Пока герой расправляется со злодеями, Осьминог распыляет «Дыхание Дьявола» по городу, и начинается эпидемия. Среди заражённых тётя Мэй. Майлз помогает больным в П.И.Р., а Эм-Джей проникает в пентхаус Озборна, чтобы найти информацию о вакцине. Выясняется, что друг героев Гарри Озборн смертельно болен, и «Дыхание дьявола» — это неудачный вариант вакцины, ставшей биологическим оружием. Выясняется и происхождение Мистера Негатива, который стал жертвой неудачного эксперимента в Озкорпе, и его мотив мести Озборну. Во время сбора информации на Мэри Джейн садится паук, похожий на того, который укусил когда-то Паркера. В дальнейшем этот паук переползает на Майлза и кусает его.
Мистер Негатив похищает Озборна и пытает его в лаборатории Озкорпа. Герой приходит на помощь и, победив злодея, пытается забрать вакцину от болезни. Однако тут же появляется Осьминог, который сильно ранит Паука в схватке, после чего забирает лекарство и мэра. Соболь спасает героя и привозит его в П.И.Р., где ему помогает доктор Майклз. Через некоторое время Питер приходит в себя и решает подготовиться к схватке с Октавиусом. В лаборатории на основе наработок он создаёт бронированный костюм. С ним выходит на связь Соболь и говорит, что покидает Нью-Йорк, так как ей нужно переосмыслить происходящее, однако её агентам по-прежнему платят, и они остаются, их цели прежние.
Вступив в схватку, герою в ходе тяжёлой битвы всё же удаётся победить своего наставника, который, оказывается, всё это время знал, что Питер и есть Человек-паук. Для Паркера битва особенно тяжёлая в психологическом плане, так как человек, на которого он равнялся, стал злодеем. Одолев Осьминога, герой забирает лекарство. Доктор Майклз говорит, что для производства нужна вся сыворотка и на изготовление уйдёт примерно день, а тёте Мэй она нужна срочно, так как та в критическом состоянии, и он должен выбрать: либо жизнь тёти, либо заражённые жители Нью-Йорка. После короткого диалога с умирающей Мэй, которая, как оказалось, тоже всё это время знала, что Питер и есть Человек-паук, герой решается отдать вакцину людям, тётя Мэй умирает.
Спустя несколько месяцев Майлз помогает Паркеру перевести вещи в его новую квартиру. Моралес признаётся, что с ним происходят странные вещи, и демонстрирует свои способности после укуса паука, прыгнув на потолок, Питер прыгает так же.
Катсцена переходит в пентхаус Нормана Озборна, где тот подходит к резервуару, в котором в сон погружён его сын Гарри, окутанный симбиотом (предположительно Веномом), и Озборн клянётся, что найдёт лекарство для того, чтобы вылечить его. На этом основная сюжетная линия игры заканчивается.

## Разработка
Идея создания игры возникла во время разговора вице-президента Sony Interactive Entertainment по созданию продукции Кони Бут и генерального директора Insomniac Games Теда Прайса. Недавно Insomniac выпустила эксклюзивную игру на Xbox One Sunset Overdrive. Без официальной договорённости переговоры о возможном новом проекте велись неофициально. Бут выступила с идеей Insomniac разработать игру, основанную на собственности Marvel Comics. Реакция Прайса была довольно нейтральной, ведь Insomniac в основном создавала собственные игры, но разработчики с энтузиазмом отнеслись к идее новой игры.
В Spider-Man используется запатентованный движок, который ранее использовался в Sunset Overdrive и был модифицирован для поддержки 4K и HDR в Ratchet & Clank. Игра была анонсирована в июне 2016 года на пресс-конференции Sony Electronic Entertainment Expo. Спустя примерно два года разработка Spider-Man была завершена 30 июля 2018 года, затем игра ушла на золото.

## Связанные книги и комиксы

### Человек-паук: Вражеский захват (2018)
21 августа 2018 года была выпущена официальная книга-приквел под названием «Marvel’s Spider-Man: Hostile Takeover / Человек-паук: Враждебное поглощение» Дэвида Лисса, в котором рассказывается о борьбе Человека-паука с его злым двойником — Кровавым пауком.
25 июня 2019 года роман был официально издан в России с подзаголовком «Человек-паук: Вражеский захват». Также, в отличие от оригинала, он был оформлен в твёрдом переплёте, а не в мягком.

### Пауко-геддон (2018)
Человек-паук из игры был представлен в сюжетной линии Паукогеддон, продолжении «Паучьих миров». Сюжетная линия написана Кристосом Гейджем (который также разрабатывал игру), который отметил, что «Паукогеддон» происходит после событий данной игры. Первый выпуск в сюжетной линии,  Паукогеддон #0, вышел 26 сентября 2018 года. Также в выпуске стал официально известен номер данной игровой вселенной — Земля-1048.

### Человек-паук: Город в войне (2019)
Данная лимитированная серия комиксов, состоящая из шести выпусков, является адаптацией игры.

### Человек-паук: Чёрная кошка наносит удар (2020)
3 октября 2019 года было объявлено о выпуске новой линейки комиксов из «Игровой вселенной Marvel», на этот раз сконцентрированной на Чёрной кошке. Выпуск запланирован на январь 2020 года.

## Восприятие

### Критика
| Сводный рейтинг       | Сводный рейтинг |
| Агрегатор             | Оценка          |
| --------------------- | --------------- |
| GameRankings          | 89,24 %         |
| Metacritic            | 87/100          |
| Иноязычные издания    |                 |
| Издание               | Оценка          |
| Destructoid           | 9/10            |
| EGM                   | 9,0/10          |
| Game Informer         | 9,5/10          |
| GameRevolution        | [ 23 ]          |
| GameSpot              | 9/10            |
| GamesRadar+           | [ 25 ]          |
| IGN                   | 8,7/10          |
| VideoGamer            | 8/10            |
| Русскоязычные издания |                 |
| Издание               | Оценка          |
| 3DNews                | 8,5/10          |
| PlayGround.ru         | 8,3/10          |
| Riot Pixels           | 68 %            |
| StopGame.ru           | Изумительно     |
| «Игромания»           | 8/10            |
| «Игры Mail.ru»        | 9/10            |
| «Канобу»              | 8/10            |
| Gmbox.ru              | 9/10            |

Игра получила преимущественно положительные отзывы, согласно агрегатору рецензий, сайту Metacritic. Критики хвалили её за игровой процесс, графику и сюжет, но подверглась критике за отсутствие инноваций. Множество рецензентов назвали Marvel’s Spider-Man одной из величайших когда-либо созданных игр о супергероях в целом и Человеке-пауке в частности.
Рецензенты высоко оценили игровую механику. В частности, передвижение по миру с помощью паутины. Издание EGMNOW отметило, что эта механика является более оптимизированной версией из Spider-Man 2 2004 года. В Game Informer сказали, что передвигаться по миру было так весело, что они никогда не использовали систему быстрого перемещения.
Боевая система получила высокую оценку за её скорость и плавность, а также за предоставление различных вариантов для выполнения атак, включая использование предметов окружающей среды. Издание EGMNOW посчитало, что бою не хватает глубины. Оно отметило, что использование внутриигрового меню выбора гаджетов нарушает ход игры. EGMNOW и GameSpot сравнили систему с серией Batman: Arkham. Второе издание писало, что бой «должным образом характеризует акробатический характер Спайди». В USGamer, однако, заявили, что сравнение с Arkham является несправедливым и что объём, а также возможности гаджетов делают бои уникальными как в сравнении с играми про Бэтмена, так и с другими частями Spider-Man 2. Изданию не понравилась система автоматической блокировки атаки за то, что она мешала поразить намеченную цель в больших группах противника. В IGN написали, что стелс-прохождение игры прекрасно подчёркивает таланты супергероя, особенно его любовь к разработке гаджетов. В EGMNOW же считают, что, хотя скрытные варианты прохождения были «немного поверхностными», они «никогда не были неприятными и редко обязательными».
В IGN похвалили «великолепные» небоскрёбы. Рецензент издания отмечает, что, в отличие от второстепенных персонажей, лица главных героев были хорошо анимированы. Сайт GamesRadar+ назвал её «прекрасно выглядящей игрой», сказав: «Редко можно увидеть, что что-то настолько большое и детализированное выглядит настолько хорошо, вплоть до самых последних сюжетных моментов».
Сюжет также получил положительные отзывы. В GamesRadar+ отметили, что персонажи «озвучены и исполнены с глубиной и харизмой». Издание Game Revolution считает, что в игре много знакомых образов, но достаточно и новых идей. В IGN написали, что, несмотря на умеренно медленное начало, история «постоянно создаёт ощущение веса». Рецензент похвалил актёра озвучивания Юрия Ловенталя за «эмоциональную честность», которая сделала эту версию Человека-паука одной из его самых любимых. В EGMNOW негативно отозвались о побочных миссиях, которые не были такого же качества, как основные сюжетные квесты. Изданию Game Revolution не понравилось, что многие побочные действия через короткое время стали монотонными, раскритиковав отсутствие разнообразия в квестах по коллекционированию.
Издание IGN отмечает, что бои с боссами были «масштабными и захватывающими… полными напряжённых действий». Однако оно раскритиковало их заметное отсутствие в середине сюжета. В Game Informer считают, что стелс-сегменты, включающие возможность играть за Мэри Джейн Уотсон и Майлза Моралеса, «вносят разнообразие в игру и включают в неё механику скрытности и умные головоломки». Напротив, сайт VideoGamer.com охарактеризовал их как «немного случайные и временами раздражающие».
Игровой мир подвергся критике. Рецензенты были разочарованы включением в игру башен, открывающих новые части карты, которые стали стандартом для ряда игр с открытым миром.

### Награды и номинации
После анонса в 2016 году Spider-Man стала одной из самых ожидаемых игр 2018 года. Она получила номинации от Golden Joystick Awards (2016 и 2017) и The Game Awards (2017) в соответствующей категории.

## Продолжения
11 июня 2020 года на мероприятии PlayStation 5 Reveal состоялся анонс Spider-Man: Miles Morales. Вице-президент Sony Саймон Раттер назвал её «расширением и улучшением предыдущей игры». В центре сюжета недавно ставший супергероем Майлз Моралес, который пытается найти баланс между жизнью городского линчевателя и обычного подростка. В игре присутствует новая история, с новыми локациями, злодеями и уникальными квестами.
Во время презентации Miles Morales в июне 2020 года, сотрудники Insomniac отметили, что после создания игры про Майлза им предстоит «рассказать много новых историй про Питера» в будущих играх. 9 сентября 2021 года была анонсирована разработка сиквела Marvel’s Spider-Man 2 и спин-оффа Marvel’s Wolverine на онлайн-мероприятии PlayStation Showcase 2021. Релиз продолжения запланирован на 20 октября 2023 года.